# Pinega
Die 779 km lange Pinega (russisch Пинега) ist ein rechter Nebenfluss der Nördlichen Dwina im Norden des europäischen Teils Russlands.
Die Pinega entsteht im Osten der Oblast Archangelsk in 135 m Höhe aus den kurzen, etwa 30 Kilometer langen Quellflüssen Belaja („die Weiße“) und Tschornaja („die Schwarze“). Zunächst fließt sie in einem breiten Tal in hauptsächlich nordwestlicher Richtung durch die Taiga des nördlichen Osteuropäischen Tieflandes, wendet sich auf den letzten gut 100 Kilometern in südwestliche Richtung und mündet schließlich beim Dorf Ust-Pinega in den Unterlauf der Nördlichen Dwina (in 1 m Höhe).
Das Einzugsgebiet der Pinega umfasst 42.600 km². 
An der Mündung beträgt die mittlere Wasserführung 430 m³/s (Minimum im März, Maximum im Mai mit über 1700 m³/s). Etwa 120 Kilometer oberhalb der Mündung, bei der gleichnamigen Siedlung Pinega, nähert sich der Fluss bis auf wenige Kilometer dem in den Mesenbusen mündenden Kuloi, mit dem er über den Kuloikanal verbunden ist. Im Unterlauf ist die Pinega etwa 400 Meter breit und zwei Meter tief, die Fließgeschwindigkeit beträgt 0,7 m/s. Auf den letzten zehn Kilometern vor der Mündung verengt sich das Tal: die Breite des Flusses beträgt hier nur noch 200 Meter, die Tiefe erhöht sich auf bis zu zehn Meter.
Die wichtigsten Nebenflüsse sind von links Wyja (Выя), Jula (Юла) und Pokschenga (Покшенга), von rechts Ilescha (Илеша) und Jeschuga (Ежуга).
Die Pinega wird zweimal von der Eisenbahnstrecke Archangelsk–Karpogory überquert.
Die Pinega gefriert von Ende Oktober / Anfang November bis Ende April / Anfang Mai. Sie ist auf einer Länge von 580 Kilometern, bis zur Anlegestelle Gorka, schiffbar.